# Черниковщина (Дзержинский район)
Че́рниковщина (бел. Чэрнікаўшчына) — агрогородок в составе Фанипольского сельсовета Дзержинского района Минской области Белоруссии. 

## География
Деревня расположена в 8 километрах от Дзержинска, 26 километрах от Минска и 10 километрах от железнодорожной станции Койданово.

### Гидрография
Река Усса.

## История
Первые упоминания о Черниковщине появляются в XVI веке: с 1550 года она принадлежала Радзивиллам и входила в Койдановское староство (позже Койдановское графство). В 1566 году Черниковщина вошла в состав Минского воеводства. В середине 1560-х годов Радзивиллы подарили деревню для нужд «службы Божьей» Койдановскому кальвинистскому сбору. В то время Черниковщина имела 40 крестьянских дворов, более 10 волоков земли.
В результате второго раздела Речи Посполитой (1793) Черниковщина оказалась в составе Российской империи; деревня в Койдановской волости Минского уезда, владение Радзивиллов, Тарасовых, Рафов, Ритеров и других. В 1800 году в деревне 29 дворов и 174 жителя, действовала водяная мельница на реке Уса, а также сукновальня. В 1820 году в фольварке Черниковщина насчитывалось 18 дымов, у всех по 0,5 волока земли. Во второй половине XIX века—начале XX века находилась в составе Койдановской волости Минского уезда Минской губернии. В 1870 году насчитывался 71 житель мужского пола. В 1882 году в деревне открылась школа грамоты, где обучалось 10 мальчиков. В 1897 году, по данным переписи насчитывался 61 двор, и проживали 392 жителя, действовали хлебозапасный магазин, неподалёку располагалось имение (28 жителей), где действовали водяная мельница, постоялый двор и корчма. В 1912 году школа грамоты была преобразована в одноклассное народное училище. В 1917 году существовали деревня Черниковщина (58 дворов, 332 жителя) и имение Черниковщина (15 дворов, 91 житель).
С 20 августа 1924 года деревня находилась в составе Байдановского сельсовета (с 29 октября 1924 по 21 августа 1925 года — Ледникского) Койдановского района Минского округа. Затем в составе Дзержинского польского национального района. 31 июля 1937 года полрайон был упразднён и деревня была включена в состав Минского района. С 20 февраля 1938 года находится в составе Минской области, которая была образована после упразднения окружной системы деления Белорусской ССР. С 4 февраля 1939 года в составе восстановленного Дзержинского района. В 1926 году, по данным всесоюзной переписи в деревне Черниковщина-1 насчитывалось 65 дворов, проживали 337 жителей; в деревне Черниковщина-2 насчитывалось 20 дворов и проживали 94 жителя. Действовало мелиоративное товарищество, действовало отделение потребительской кооперации. В годы коллективизации был организован колхоз «Искра», который обслуживала Фанипольская МТС, также работала кузница, дом-читальня, шорная мастерская.
Во время Великой Отечественной войны с 28 июня 1941 года по 6 июля 1944 года деревня была оккупирована немецко-фашистскими захватчиками, на фронте погибли 31 житель деревни. В 1960 году в деревне Черниковщина-1 проживали 233 жителя, а в Черниковщине-2 проживали 166 жителей. Впоследствии две деревни были объединены в одну и включена в состав Фанипольского сельсовета. В 1991 году в деревне насчитывалось 135 хозяйств, проживали 354 жителя.

## Население
| Численность населения (по годам) | Численность населения (по годам) | Численность населения (по годам) | Численность населения (по годам) | Численность населения (по годам) | Численность населения (по годам) | Численность населения (по годам) | Численность населения (по годам) |
| 1800                             | 1897                             | 1909                             | 1917                             | 1926                             | 1960                             | 1991                             | 1999                             |
| -------------------------------- | -------------------------------- | -------------------------------- | -------------------------------- | -------------------------------- | -------------------------------- | -------------------------------- | -------------------------------- |
| 174                              | ↗392                             | ↗455                             | ↘423                             | ↗431                             | ↘399                             | ↗412                             | ↘351                             |
| 2003                             | 2004                             | 2009                             | 2017                             | 2018                             | 2020                             | 2022                             |                                  |
| ↘344                             | ↘334                             | ↗382                             | ↘377                             | ↘373                             | ↘370                             | ↗383                             |                                  |

## Инфраструктура
- ГУО «Черниковщинский УПК ясли-сад-базовая школа»;
- Черниковщинский фельдшерско-аккушерский пункт;
- Черниковщинский комплексно-приёмный пункт;
- Продовольственный магазин;
- Почтовое отделение Белпочты № 222722[8].

## Улицы
В агрогородке насчитывается (на начало 2020 года) 7 улиц и переулков:
- Центральная улица (бел. Цэнтральная вуліца);
- Первая улица (бел. Першая вуліца) — бывшая д. Черниковщина-1;
- Садовая улица (бел. Садовая вуліца);
- Васильковая улица (бел. Васількавая вуліца);
- Школьная улица (бел. Школьная вуліца);
- улица Мира (бел. вуліца Міру);
- Молодёжная улица (бел. Маладзёжная вуліца).

## Достопримечательности
- В центре деревни расположена братская могила советских воинов, где погребены 25 воинов, погибших в боях против немецко-фашистских захватчиков на территории сельсовета в июне-июле 1941 года и при освобождении деревни в 1944 году. В 1958 году на могиле был установлен обелиск[9][10].
- Курганный могильник расположен в 650 метрах на северо-восток от деревни в поле, возле дороги в направлении д. Тявлово. Восемь насыпей диаметром 5—19 метров, высотой 1,5—3,5 метров. Отдельные курганы повреждены взрывами и ямами. Обнаружил в 1870-х годах Г. Г. Игнатьев, исследовал 1980—1983 годах Ю. А. Заяц. В конце XIX века две насыпи раскопал В. З. Завитневич. Погребальный обряд в одном кургане — трупосожжение, в другом — трупосожжение на горизонте головой на запад. Найдены стеклянное ожерелье и серебряные височные кольца. Датируется IX—XI веками, принадлежал дреговичам. Материалы раскопок хранятся в Государственном историческом музее в Москве. Также в деревне расположен (в 100 м от здания школы) курган высотой 3 метра и диаметром 14,5 метров, повреждён ямами[11][12].